# Тихе (богиня)
Тихе, рідко Тиха, Тюхе (грец. Τύχη) — богиня випадку, дочка Океана (варіанти: Прометея, Зевса) й Тетії. В історичні часи — богиня долі, щастя, відповідає давньоримській Фортуні.
Тихе прославляли поети, до неї зверталися з палкими молитвами осиротілі люди. Піндар склав гімн на її честь, а в одах вихваляв її як одну з мойр, як захисницю міст, як дочку Зевса Визволителя.
Тихе вшановували в багатьох містах. Культ Тихе існував зокрема в Аргосі, де в її храмі зберігалися гральні кості Паламеда. У Сікіоні її шанували як Тихе Гірську; в Сосіполі їй віддавали шану разом з божеством — покровителем міста; у Фівах Тихе була зображена з юним Плутосом на руках.
Крім індивідуальної богині Тихе, були ще божества жіночої статі — тихи, які відповідали чоловічим демонам (геніям). Їх вважали опікунами окремих осіб, міст, місцевостей. В Афінах існував культ так званої доброї Тихе — покровительки міста, яку шанували разом з Добрим Генієм міста. Добра Тихе згадувалась у вступній формулі кожного народного рішення, на пам'ятниках, відповідних написах, а також на початку будь-якої справи. Особливо поширеним був культ Доброї Тихе в елліністичний та римський періоди.
У Римі Тихе ототожнювали з Фортуною й зображували жінкою з кулею, кермом та рогом достатку в руках.